# Trevor L. Sharpe
Trevor le Mare Sharpe M.B.E., (Licentiate of the Royal Academy of Music = L.R.A.M.), (Associate of the Royal College of Music = A.R.C.M.) (Canterbury (Engeland), 1921 - Bridstow, Herefordshire, 22 mei 2010) was een Brits componist, muziekpedagoog en dirigent.

## Levensloop
Sharpe was sinds 1935 militaire muzikant en studeerde vanaf 1945 aan de Royal Military School of Music "Kneller Hall". In 1950 behaalde hij het diploma voor militaire kapelmeester. Hij was in de loop van zijn militaire carrière dirigent van verschillende orkesten en regimenten, onder andere van de Band of Her Majesty's Coldstream Guards.
Als componist schreef hij vooral voor harmonieorkesten.

## Composities

### Werken voor harmonieorkest
- 1977 Silver Salute, mars
- 1979 The Blades of Toledo, fantasie voor 3 trombones solo en harmonieorkest (of brassband)
- A Caribbean Cameo
- A History of the March
- Ceremonial Occasion (Selection of National Airs)
- Commonwealth Marches
- Fanfare and Soliloquy
- Fantasia
- Mancini Magic
- Military Music of 3 Centuries
- Northumbrian Airs
- Nulli Secundus (Fanfare)
- Prelude to a Festival
- Royal Jubilee (Fanfare)
- Soldiers' Marches
- Symphonic Salute
- The late Twentis
- The Music of Albéniz...

### Kamermuziek
- Silver Salute